# Anyphaenoides pacifica
Anyphaenoides pacifica är en spindelart som först beskrevs av Banks 1902.  Anyphaenoides pacifica ingår i släktet Anyphaenoides och familjen spökspindlar. Inga underarter finns listade i Catalogue of Life.